# Emil von Wolff
Emil von Wolff, född 30 augusti 1818 i Flensburg, död 26 november 1896 i Stuttgart, var en tysk lantbrukskemist.
Wolff blev filosofie doktor 1843, ägnade sig till en början som assistent vid universitetets i Halle an der Saale kemiska laboratorium åt den vid denna tid uppblomstrande lantbrukskemin och riktade sig härvid mot Justus von Liebigs ensidiga mineralteori. Han förespråkade den snart som riktig erkända meningen, att växterna endast till en mindre del kunde tillfredsställa sitt behov av kväve med ammoniak ur luften och till väsentlig del hämtade detta ämne ur gödseln.
År 1847 blev Wolff docent i naturvetenskap vid lantbruksskolan i Brösa, Sachsen, och fick nära kontakt med det praktiska jordbruket, vilket än mer blev fallet, sedan han 1851 blivit föreståndare för den första tyska lantbrukskemiska försöksanstalten i Möckern vid Leipzig. Under sin verksamhet där ägnade han sig fortfarande främst åt studiet, av gödslingens inverkan på grödornas mängd och sammansättning, och resultatet av dessa studier blev hans Die naturgesetzlichen Grundlagen des Ackerbaues (1851-54). 
Åren 1854-94 var Wolff professor i kemi vid lant- och skogshögskolan i Hohenheim vid Stuttgart och från 1866 även föreståndare för den då där öppnade försöksstationen. Han fortsatte sitt arbete på gödsellärans område och utgav Die Erschöpfung des Bodens (1856) samt Praktische Düngerlehre (1868; 14:e upplagan 1904; svensk översättning av Hjalmar Nathorst 1868), som blev den mest och även i andra länder använda läroboken i detta ämne. Även hans Anleitung zur Untersuchung landwirtschaftlich wichtiger Stoffe (1857, 11:e upplagan 1899) vann stor spridning. 
Efter sin överflyttning till Hohenheim ägnade sig dock Wolff framför allt åt husdjurens näringsfysiologi; hans Die landwirtschaftliche Fütterungslehre und die Theorie der menschlichen Ernahrung (1861) utgjorde en sammanfattning av den då förhärskande foderläran, där fodermedlens värde grundades på deras genom analys funna totalhalt av näringsämnen. Genom utfodringsförsök fann han emellertid, att näringsämnena tillgodogjordes mycket olika i olika fodermedel, och i Die rationelle Fütterung der landwirtschafllichen Nutztiere (1874; sjunde upplagan 1899; "Läran om husdjurens rationella utfodring", 1875) angav han även fodermedlens smältbarhetskoefficienter och halt av smältbara beståndsdelar samt uppställde på dessa byggda normer för de olika husdjurens utfodring. Denna handbok blev i ännu högre grad än hans gödsellära för lång tid framåt den allmänt använda vägledningen i ämnet, och såväl hans utfodringsnormer som hans värdeberäkning av fodermedlen på grund av dessas halt av protein, fett och kolhydrater tjänade allmänt som vägledning för foderberäkningar.
Den prisbelönta skriften Die Ernahrung der landwirtschaftlichen Nutztiere. Kritische Zusammenstellung der in neuerer Zeit durch tierphysiologische Versuche erlangten Resultate... (1876) gav en översikt över den grundläggande forskningen på foderlärans område, och sedan 1868 publicerades i Oswald Mentzel och Alexander von Lengerkes mycket spridda kalender (Mentzel und v. Lengerkes's landwirtschaftlicher Hülfs- und Schreib-Kalender) av honom sammanställda tabeller för såväl gödsling som utfodring. Genom dessa skrifter kom Wolff att bli den dominerande auktoriteten vid vetenskapens tillämpning på den praktiska lanthushållningen, ända tills omkring 1900 nya åsikter gjorde nya hjälpmedel nödvändiga.